# Gilbert Gallerne
Œuvres principales
- Teddy est revenu
- Le Prix de l'angoisse
- Le Patient 127
- Au pays des ombres
- "Sous terre, personne ne vous entend crier"
- "Mauvaise main"
- "Le cercle des crucifiées"
- "Les pavés de l'enfer"

Gilbert Gallerne, né en 1954, est un écrivain français de roman policier, lauréat du prix du Quai des Orfèvres 2010 et du Prix du Roman Noir 2019 des Bibliothèques et des Médiathèques de Grand Cognac. Ayant effectué toute sa carrière dans la Banque, il a été critique littéraire et a traduit plusieurs best-sellers américains.

## Biographie
Ayant découvert très jeune les aventures de Bob Morane, c'est tout naturellement que le fantastique est devenu son domaine de prédilection lorsqu'il s'est mis à écrire. Sous le pseudonyme (transparent) de Gilles Bergal, il a publié de nombreuses nouvelles, et deux romans d'horreur au Fleuve noir (Cauchemar à Staten Island et Camping Sauvage), et sous le nom de Milan, a signé dans la collection "Anticipation" du Fleuve Noir deux ouvrages constituant un cycle, Le Clone Triste, et Le Rire du Klone.
En 1992, il décide d'abandonner les pseudonymes pour signer de son nom deux ouvrages de criminologie : Edward Gein le Psycho et Sacrifices Humains à Matamoros au Fleuve noir dans la collection "Crime story". Il change de genre à partir de cette date : il passe du fantastique au thriller. Ses œuvres principales qui ont la caractéristique de se dérouler en France sont : Teddy est revenu (Lefrancq, 1997), La Mort au soleil (Flammarion, 2000), Le Prix de l'angoisse (Belfond, 2002), Le Patient 127 (Belfond, 2004).
Il a collaboré à Écrire Aujourd'hui, revue consacrée à l'écriture, dans laquelle il tenait une chronique intitulée Écrire, tout simplement, où il donnait des conseils aux auteurs débutants. Ces articles ont été réunis dans un manuel : Je suis un écrivain : guide de l’auteur professionnel (Encrage, 1998).
Gilbert Gallerne a traduit plusieurs best-sellers américains, dont : Danse avec les loups (Dances with Wolves, 1988), de Michael Blake et Basic Instinct (Basic Instinct, 1992), la novélisation du film de Paul Verhoeven par Richard Osborne.
Son roman, Au pays des ombres, récompensé par le Prix du Quai des Orfèvres 2010, raconte les aventures d'un policier, Vincent Brémont, de la PJ, victime d'une machination qui l'implique, avec son arme professionnelle, dans un assassinat commis à proximité de sa résidence secondaire.

### Romans
- Cauchemar à Staten Island - Coogan 1 (roman d’horreur) / Gilles Bergal
  - Paris : Fleuve Noir, décembre 1986, coll. « Gore » no 36, 155 p. Ill. de couv. Dugévoy.
- Le Clone triste - Dérive 1 (SF) / Milan
  - Paris : Fleuve Noir, mars 1988, coll. « Anticipation » no 1616, 189 p. Ill. de couv. Doc Vloo.
- Le Rire du Klone - Dérive 2 (SF) / Milan
  - Paris : Fleuve Noir, 1988, coll. « Anticipation » no 1618, 180 p.
- Camping Sauvage (roman d’horreur) / Gilles Bergal
  - Paris : Fleuve Noir, 1989, coll. « Gore » no 99, 154 p.
- Les Fils du Tyrannosaure (roman fantastique) / Gilbert Gallerne (NB : une suite L’Île perdue était prévue dans cette collection)
  - Paris : Fleuve Noir, décembre 1995, coll. « Aventures et mystères » no 14, 191 p. Ill. de couv. J.-F. Buntschu.  (ISBN 2-265-05138-1)
- Teddy est revenu (thriller) / Gilbert Gallerne
  - Bruxelles : Claude Lefrancq, 1997, coll. « Attitudes. Best-sellers », 288 p. Ill. de couv. Jean-Jacques Chaubin.  (ISBN 2-87153-479-9)
  - Paris : France Loisirs, mai 1998, 286 p.
  - Bruxelles : coéd. Claude Lefrancq – Groupe Sopres, 1998, oll. « Attitudes. Thriller », 288 p. Hors commerce. La couverture porte en plus : « X à la recherche de la vérité ».
  - Paris : Ed. de la Seine, 2000, coll. « Succès du livre », 286 p. La couverture porte en plus : « Macabre souvenir d’enfance ».
  - eBook : Zarbooks-Mobipocket, 2009. Coll. « Suspense & Thrillers ».
  - Grainville : City, oct. 2010, 304 p. (Poche).  (ISBN 978-2-35288-474-3)
- Magie noire (roman fantastique) / Gilbert Gallerne
  - Bruxelles : Claude Lefrancq, 1998, coll. « Attitudes. Thriller », 295 p. ill. de couv. Fabrice Lavollay.  (ISBN 2-871-53554-X)
  - (Version revue). Paris : Baleine, avril 2007, coll. « Baleine noire », 414 p.  (ISBN 978-2-842-19417-8). Photogr. de couv. Spitzner, L. Bastin, B. Alberge.
- Petit Homme vert (SF) / Gilbert Gallerne
  - Paris : Baleine, juillet 1998, coll. « Macno » no 6, 152 p. Ill. de couv. Alexios Tjoyas.  (ISBN 2-84219-164-1)
- La Mort au soleil (thriller) [titre primitif : La Dame blanche] / Gilbert Gallerne
  - Paris : Flammarion, avril 2000, 406 p. Ill. de couv. Kaïn.  (ISBN 2-080-67925-2)
  - Conflans-Sainte-Honorine : Objectif noir, 2014, 321 p.  (ISBN 979-10-91981-51-4),  (ISBN 979-10-91981-76-7) (réimpr. 2015)
- Le Prix de l'angoisse (thriller) / Gilbert Gallerne
  - Paris : Belfond, 2002, 403 p.  (ISBN 2-714-43861-X)
  - Paris : France Loisirs, 2003, coll. « Suspense » 303 p.
  - Conflans-Sainte-Honorine : Objectif noir, 2014, 376 p.  (ISBN 979-10-91981-36-1),  (ISBN 979-10-91981-75-0) (réimpr. 2015)
- L'Ombre de Claudia (thriller) / Gilbert Gallerne
  - France Loisirs, juillet 2003, coll. « Suspense »271 p. Photogr. de couv. Elisabeth Watt.
  - eBook : Zarbooks-Mobipocket, 2009. Coll. « Suspense & Thrillers ».
  - Grainville : City, févr. 2011, 304 p.  (ISBN 978-2-352-88517-7)
- Le Patient 127 (thriller) / Gilbert Gallerne
  - Paris : Belfond, janvier 2004, 391 p.  (ISBN 2-714-44058-4)
  - Paris : France loisirs, octobre 2004, coll. « Suspense », 311 p. Photogr. de couv. Richard Price.
  - Conflans-Sainte-Honorine : Objectif noir, 2014, 285 p.  (ISBN 979-10-91981-29-3),  (ISBN 979-10-91981-72-9) (réimpr. 2015)
- Amok (roman d’horreur) / Gilles Bergal
  - In BERGAL, Gilles. Amok suivi de Zombie blues. Encino, CA : Black Coat Press, janvier 2007, p. 7-99. Coll. « Rivière blanche » HS no 7.  (ISBN 978-1-932983-94-4). Préface p. 5-6. Ill. de couv. Yoz.
- La Nuit des hommes-loups - Coogan 2 (roman d’horreur) / Gilles Bergal
  - Encino, CA : Black Coat Press, 2007. Coll. « Rivière blanche » HS no 8. Ill. de couv. Matt Haley.
- Au pays des ombres (roman policier) / Gilbert Gallerne
  - Paris : Fayard, novembre 2009, 300 p.  (ISBN 978-2-213-61580-6)
  - Versailles : Feryane, mai 2010, 352 p.  (ISBN 978-2-84011-964-7)
- Les Salauds du lac (roman policier) / Gilbert Gallerne
  - Paris : Baleine, janvier 2013, 163 p. (Le Poulpe n° 278).  (ISBN 978-2-84219-513-7)
- Liés par le sang / Gilbert Gallerne
  - Conflans-Sainte-Honorine : Objectif noir, 2014, 341 p.  (ISBN 979-10-91981-28-6),  (ISBN 979-10-91981-79-8) (réimpr.2015)
- Je suis le gardien de mon frère / Gilbert Gallerne
  - Conflans-Sainte-Honorine : Objectif noir, 2014, 187 p.  (ISBN 979-10-91981-27-9)
- Dernière Chance' / Gilbert Gallerne
  - Conflans-Sainte-Honorine : Objectif noir, 2014, 188 p.  (ISBN 979-10-91981-52-1),  (ISBN 979-10-91981-78-1) (réimpr. 2015)
- La Mort pour vengeance [série "Les enquêtes d'Agnès Castellane" # 1](roman policier) / Gilbert Gallerne
  - Paris : France loisirs, coll. "Molécule", 2015, 325 p.  (ISBN 978-2-298-09970-6)
  - Sous le titre revu : Fondus enchaînés. Conflans-Sainte-Honorine : Objectif noir, 2015, 327 p.  (ISBN 979-10-91981-86-6)
- Gore Story (roman d’horreur) / Gilles Bergal
  - Angers : Trash éd., 2015, coll. « Trash » no 15, 149 p.  (ISBN 979-10-92671-14-8)
- Sous terre, personne ne vous entend crier (roman policier) / Gilbert Gallerne
  - Paris : French Pulp Éditions, coll. "Polar", 06/2018, 353 p.  (ISBN 979-10-251-0370-8)
- Mauvaise Main (roman policier) / Gilbert Gallerne
  - Paris : French Pulp Éditions, coll. "Polar", 01/2019, 254 p.  (ISBN 979-10-251-0461-3)
- Les Pavés de l'enfer, éditions 123 (2025)

### Recueils de nouvelles
- L'Appel de la Banshee (3 nouvelles) / Gilles Bergal
  - Cavignac : Francis Valéry / FV Fictions, décembre 1981, 21 p.
- Créatures des ténèbres (15 nouvelles) / Gilles Bergal
  - Troesnes : Corps 9 ; Paris : Alternative diffusion, 1985, 179 p. Photogr. de couv. Philippe Godard.
  - In La Nuit des hommes-loups. Encino, CA : Black Coat Press, 2007. Coll. « Rivière blanche » HS no 8. Ill. de couv. Matt Haley.
- Zombie blues (18 nouvelles) / Gilles Bergal
  - In Amok suivi de Zombie blues. Encino, CA : Black Coat Press, janvier 2007, p. [101]-346. Coll. « Rivière blanche » HS no 7. Préface p. 5-6. Ill. de couv. Yoz.
- Chutes mortelles (21 nouvelles) / Gilbert Gallerne
  - eBook : Zarbooks-Mobipocket, 2009. Coll. « Suspense & Thrillers ».
  - Conflans-Sainte-Honorine : Objectif noir, 2014, 205 p.  (ISBN 979-10-91981-53-8),  (ISBN 979-10-91981-80-4) (réimpr. 2015)

### Documents, essais
- Edward Gein, le Psycho (document) / Gilbert Gallerne
  - Paris : Fleuve noir, janvier 1993, coll. « Crime story » no 12, 221 p.  (ISBN 2-265-04766-X)
  - Vésenaz (Suisse) : Scènes de crimes, juin 2008, coll. « Crime story », 208 p.  (ISBN 978-2-940-34932-6)
- Sacrifices humains à Matamoros (document) / Gilbert Gallerne
  - Paris : Fleuve noir, 1993, coll. « Crime Story » no 23, 219 p.  (ISBN 2-265-04948-4). La couv. porte en plus : « Secte ou serial killer ? »
- Le Dossier des hantises (document) / Gilles Bergal
  - Agnières : JMG éditions / Éd. Jean-Michel Gransire, 2000, coll. « Témoins d'au-delà », 191 p.  (ISBN 2-912507-28-6)
  - Agnières : Temps présent, 2014, coll. « Témoins d'au-delà », 189 p.  (ISBN 978-2-35185-180-7)
- Je suis un écrivain : guide de l’auteur professionnel (manuel) / Gilbert Gallerne
  - Amiens : Encrage, mai 1998, coll. « Travaux bis » no 2, 163 p.  (ISBN 2-906-38990-0)
- Writers from Beyond : portraits of science-fiction, fantasy and horror writers (album de photographies) / Gilbert Gallerne
  - Blurb, 07/2011, 74 p.[1]

### Traductions
- Les Daleks, de David Whitaker
  - Éditions Garancière, 1987, coll. « Doctor Who » no 3, 156 p.
- La Vallée des Lumières (Valley of Lights, 1987), de Stephen Gallagher
  - J'ai Lu « Épouvante » no 2800, 1990, 248 p. Rééd. 01/1999, 02/2001
- Du fond des eaux (Down River, 1989), de Stephen Gallagher
  - J'ai Lu « Polar » no 3050, 1991, 408 p. Rééd. 02/2001
- Danse avec les loups (Dances with Wolves, 1988), de Michael Blake
  - Monaco : Éd. du Rocher « Nuage rouge » no 1, 1991, 353 p. Rééd. 07/2005,  (ISBN 2-268-05212-5)
  - J'ai Lu no 2958, 1991, 315 p. Rééd. 01/1999, 02/2003, 10/2020.
  - France Loisirs, 1991, 345 p.
  - Flammarion « Castor poche. Senior » no 351, 1991, 480 p. Rééd. 01/1993
  - Éd. de La Seine « Succès du Livre », 1994, 315 p.
  - Le Grand Livre du Mois, 2003, 347 p.
- Mercy (Mercy, 1990), de David L. Lindsey (en)
  - J'ai Lu « Roman » no 3123, 1991, 570 p.
  - J'ai Lu « Policier » no 3123, janvier 1999, 570 p.
- Les Enfants du rasoir (The Nightrunners, 1987), de Joe R. Lansdale
  - J'ai Lu « Épouvante » no 3206, 1992, 314 p.
  - Paris : Milady, mars 2009, 313 p. (Poche terreur).  (ISBN 978-2-8112-0095-4)
- Basic Instinct (Basic Instinct, 1992), novélisation du film de Paul Verhoeven par Richard Osborne, basée sur le scénario de Joe Eszterhas
  - Presses Pocket no 4066, janvier 1992, 187 p.
  - France Loisirs, 1992, 188 p.
  - Le Grand Livre du Mois, 1993, 187 p.

### Collectifs
- Le Chat. In Histoires terribles d'animaux : anthologie établie et présentée par Jean-Baptiste Baronian. Paris : Librairie des Champs-Élysées, 1981, 255 p.  (ISBN 2-702-41232-7)
- Cendres (1993) in Territoires de l'inquiétude Volume 6 : 16 récits de terreur / choisis et présentés par Alain Dorémieux. Paris : Denoël 1993, 315 p. (Présence du fantastique no 30).  (ISBN 978-2207600320)
- Post mortem. In Noir Roussillon : quinze nouvelles policières, anthologie dirigée par François Darnaudet et Philippe Salus. Perpignan : Mare nostrum éd., 2007, 201 p. (Polar).  (ISBN 978-2-908-47651-4)